# 松本標
松本 標（まつもと しるし、1889年（明治22年）4月16日 - 1950年（昭和25年）1月1日）は、大日本帝国陸軍軍人。最終階級は陸軍少将。

## 経歴
1889年（明治22年）に東京府で生まれた。陸軍士官学校第21期卒業。1936年（昭和11年）8月1日に陸軍歩兵大佐進級と同時に台湾軍司令部附となり、1937年（昭和12年）8月に大村連隊区司令官に就任した。
1939年（昭和14年）10月2日に陸軍少将に進級と同時に陸軍兵器本廠附となり、1940年（昭和15年）3月に第19師団司令部附を経て、1941年（昭和16年）12月に留守近衛師団兵務部長に就任した。1943年（昭和18年）6月10日に待命、6月30日に予備役に編入された。1944年（昭和19年）7月8日に召集されて長崎連隊区司令官に就任し、1945年（昭和20年）3月31日に兼長崎地区司令官となった。
1947年（昭和22年）11月28日、公職追放仮指定を受けた。